# Inramning

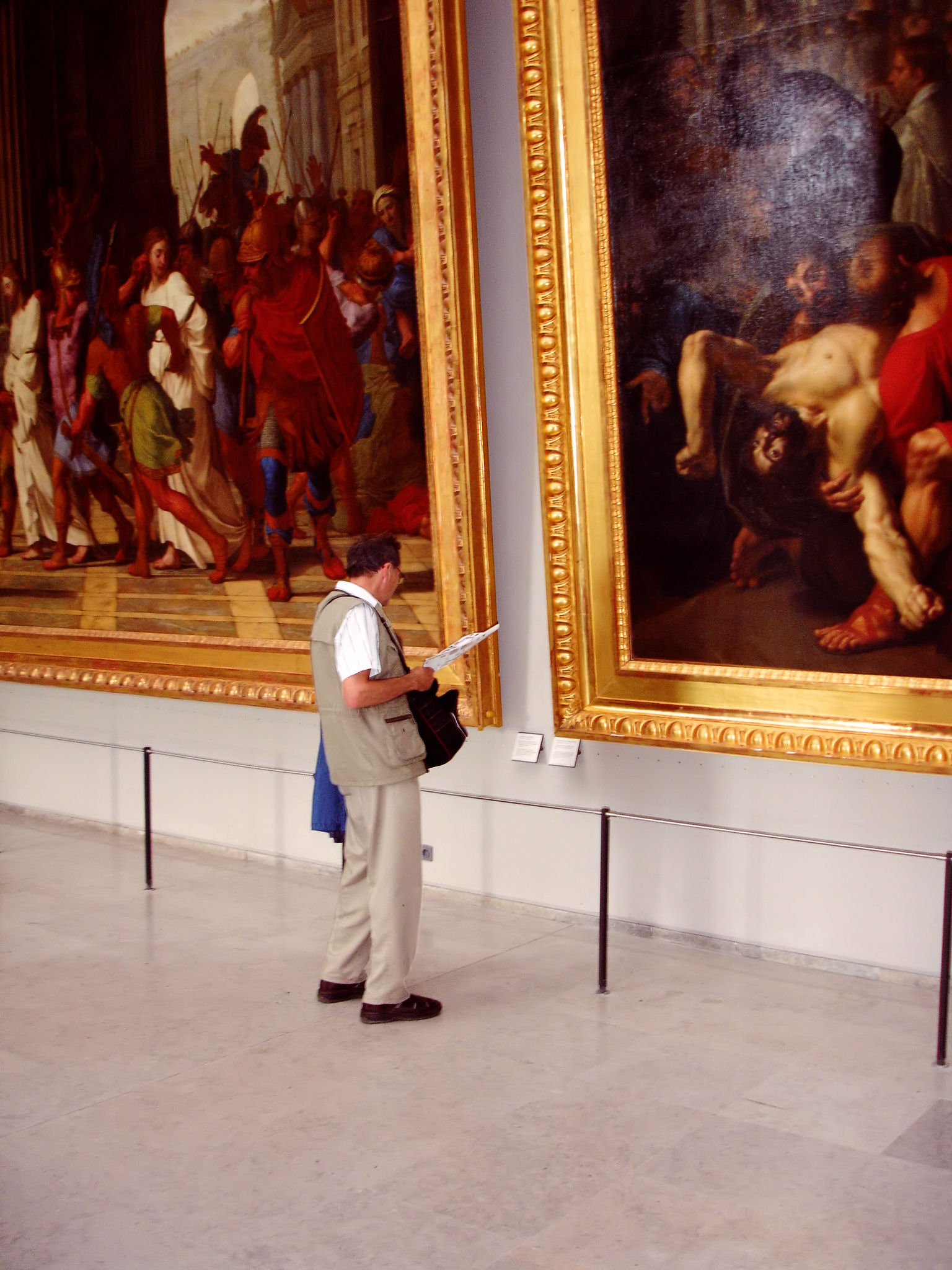
Inramade målningar på Louvren i Paris

En inramning görs för att bevara konst, affischer och memorabilia inför framtiden. Detta sker genom att man med hjälp av ram, passepartoutkartong samt glas monterar konstverket inom ett skyddande skal, allt för att bevara konsten.
De flesta tavelramar och fotoramar är gjorda av trä, plast eller metall. Vissa kan fästas på väggar, medan andra kan stå upp på en plan yta.